# Ding Ding Dong〜心の鐘〜
「Ding Ding Dong〜心の鐘〜」（ディン・ディン・ドン・こころのかね）は、日本のシンガーソングライター・AK-69 a.k.a. Kalassy Nikoffの2作目のシングル。

## 概要
- 前作「LIVE FOR DA HUSTLE」から約1年ぶりのシングル。
- 今作はAK-69 a.k.a. Kalassy Nikoff名義で発売された。
- シングル表題曲に初のタイアップが付いた。
- 2020年に発売された自身10枚目のオリジナル・アルバム『LIVE:live』に、この曲をリメイクした「Bussin' feat. ¥ellow Bucks」が収録された[1]。

## 収録曲
1. Ding Ding Dong〜心の鐘〜
  - 作詞 : AK-69 a.k.a. Kalassy Nikoff / 作曲 : Dopeman

QV「CLUB Z-SATURDAY内『What's up‘‘Z’’』」オープニング・テーマ
2. The Secret Love
  - 作詞 : AK-69 a.k.a. Kalassy Nikoff / 作曲 : RIMAZI
3. It's On
  - 作詞 : AK-69 a.k.a. Kalassy Nikoff / 作曲 : GRAND BEATZ (DJ RYOW & TOMOKIYO)
4. Ding Ding Dong～心の鐘～ [Kalassy Nikoff Version]
  - 作詞 : AK-69 a.k.a. Kalassy Nikoff / 作曲 : Dopeman

## 収録アルバム
- TRIUMPHANT RETURN -Redsta iz Back- (#1,2)
- Road to The Independent King (#1,3)

## タイアップ
- QV「CLUB Z-SATURDAY内『What's up‘‘Z’’』」オープニング・テーマ (#1)